# Слав'ятин
Слав'ятин (пол. Sławęcin, Славенцин) — село в Польщі, у гміні Скербешів Замойського повіту Люблінського воєводства. Населення — 39 осіб (2011).

## Назва
Назва села походить від імені Слав'ята.

## Історія
З XIX століття у селі діяла церква східного обряду.
За даними етнографічної експедиції 1869—1870 років під керівництвом Павла Чубинського, у селі переважно проживали греко-католики, усе населення розмовляло українською мовою.
У міжвоєнні 1918—1939 роки польська адміністрація в рамках великої акції руйнування українських храмів на Холмщині і Підляшші знищила місцеву православну церкву.
1-5 липня 1947 року під час операції «Вісла» польська армія виселила зі села на приєднані до Польщі північно-західні терени 21 українця.
У 1975—1998 роках село належало до Замойського воєводства.

## Населення
Демографічна структура станом на 31 березня 2011 року:
|          | Загалом | Допрацездатний вік | Працездатний вік | Постпрацездатний вік |
| -------- | ------- | ------------------ | ---------------- | -------------------- |
| Чоловіки | 22      | 1                  | 17               | 4                    |
| Жінки    | 17      | 3                  | 7                | 7                    |
| Разом    | 39      | 4                  | 24               | 11                   |